# Ralph Ashley
Ralph Ashley, né à une date inconnue et mort (exécuté) le 7 avril 1606 à Worcester (Angleterre), était un frère jésuite anglais qui en vint à être impliqué dans les conséquences de la conspiration des poudres. Mort pour la foi catholique il est considéré comme martyr, et fut béatifié en 1929.

## Éléments de biographie
Lieu et date de naissance de Ralph Ashley sont inconnus. Le premier élément de biographie dont on ait trace est sa présence, comme cuisinier, dans un collège anglais en France, qu'il quitte le 28 avril 1590, pour remplir la même fonction au collège anglais de Valladolid (Espagne) nouvellement fondé. Il y entre dans la Compagnie de Jésus comme frère coadjuteur et y passe ses premières années de formation religieuse. il quitte Valladolid en 1597, et rencontrant le père Oswald Tesimond, l'accompagne en Angleterre. Il fait montre de grand courage lors de la traversée d'Espagne en Angleterre, leur navire ayant été capturé par les Hollandais. Tesimond et Ashley arrivent en Angleterre le 9 mars 1598.
Ensuite il accompagne et assiste pendant quelque temps le supérieur de la mission, Henry Garnet avant d'être envoyé au Hinlipp Hall, dans le Worcestershire, pour aider le père Edward Oldcorne (en), dont il sera le compagnon durant huit ans.
Lorsqu'éclate l'affaire de la conspiration des poudres (Gunpowder Plot) Oldcorne et Ashley sont arrêtés à Hinlip Hall, près de Worcester, et emmenés à la tour de Londres. Henry Garnet et Nicholas Owen, autre frère coadjuteur, qui s'étaient également réfugiés à Hinlip Hall sont arrêtés quelques jours plus tard. Les deux frères sont torturés, Owen y laissant la vie. La confession d'Ashley est toujours disponible.
Il est finalement ramené avec Oldcorne à Worcester, où ils sont jugés, condamnés au châtiment du hanged, drawn and quartered et exécutés ensemble à Red Hill (en). Il accompagne Oldcorne à leur exécution commune. Il est rapporté qu'alors qu'Oldcorne attendait de mourir sur une échelle, Ashley embrassa ses pieds et dit : « Quel homme heureux je suis de suivre les pas de mon doux père. » Oldcorne meurt avec aux lèvres le nom de sainte Winefride. Près de mourir, Ashley prie et demande pardon. Comme Oldcorne, il meurt pour son attachement à la foi catholique et sa fidélité au pape, et non comme traître à la nation.
Edward Oldcorne et Ashley sont béatifiés par le pape Pie XI, le 15 décembre 1929.

## Source
- (en) Cet article est partiellement ou en totalité issu de l’article de Wikipédia en anglais intitulé « Ralph Ashley » (voir la liste des auteurs).